# Exilia krigei
Exilia krigei is een slakkensoort uit de familie van de Ptychatractidae. De wetenschappelijke naam van de soort is voor het eerst geldig gepubliceerd in 1971 door Kilburn.